# Virgilio Luisetti
Virgilio Luisetti (Campiglia Cervo, 2 dicembre 1889 – Biella, 30 gennaio 1952) è stato un tipografo, giornalista e politico italiano.
Membro del Partito Socialista Italiano di Unità Proletaria (poi Partito Socialista Italiano), è stato membro dell'Assemblea Costituente dal 17 luglio 1946 al 31 gennaio 1948, senatore nella prima legislatura fino alla morte e sindaco di Biella dal 1945 al 1949. Già sindaco di Biella nel periodo prefascista, editore e direttore del settimanale "Il Biellese socialista" fu oggetto della discriminazione politica seguita alla marcia su Roma e all'ascesa fascista, che fece cadere la amministrazione di Luisetti nel 1922. A causa delle sue simpatie antifasciste fu oggetto di lunghe indagini dell'O.V.R.A..